# Nàusea
|  | Aquest article tracta sobre la sensació de malestar. Si cerqueu el llibre de Sartre, vegeu «La nàusea». |

Nàusea (del llatí nausea, del grec ναυσίη, nausiē, "mareig") i popularment basca o basques (tenir, agafar, venir) i oi o ois (fer) és una sensació d'incomoditat i molèstia a la part superior de l'estómac amb una sensació penosa que indica la proximitat del vòmit La nàusea és una sensació desagradable a la gola i a l'estómac que sovint precedeix el vòmit. Acostuma a anar acompanyada d'uns altres símptomes: pal·lidesa, sudoració, salivació excessiva i, de vegades, disminució de la tensió arterial i del nombre de pulsacions cardíaques per minut. Un atac de nàusees sovint es descriu com popularment com un fàstic. Les basques són les contraccions rítmiques i sincròniques del diafragma i dels músculs del tòrax i de l'abdomen, i que se solen produir abans i durant el vòmit. La causa més comuna és la gastroenteritis (una infecció estomacal) o una intoxicació alimentària, però sovint es produeixen nàusees com a efectes secundaris dels medicaments i en la gestació. Hi ha un bon nombre de medicaments que milloren els símptomes, entre els quals els més utilitzats són el dimenhidrinat, la metoclopramida, la domperidona i l'ondansetró.

## Simptomatologia
El malalt presenta malestar en l'estómac o molèsties difuses a l'abdomen, però no dolorós, salivació aquosa profunda, sudoració, i de vegades taquicàrdia.

## Causes
Les causes de les nàusees són moltes i d'etiologia molt variada. La gastroenteritis amb el (37%) i les intoxicació per aliments són les dues causes més comunes. També els efectes secundaris dels medicaments (3%) i l'embaràs també són relativament freqüents. En el 10% de les persones la causa roman desconeguda.

### Intoxicació alimentària
La intoxicació alimentària en general causa l'aparició sobtada de nàusees i vòmits d'1 a 6 hores després de la ingestió d'aliments contaminats i té una durada d'un o dos dies. Aquest fet és a causa de les toxines produïdes pels bacteris en els aliments.

### Quimioteràpia
Aproximadament 70% – 80% dels pacients amb quimioteràpia experimenten nàusees o vòmits post-tractament, mentre que 10% –
44% pateixen nàusees o vòmits anticipatoris. Les nàusees i els vòmits induïts per quimioteràpia són un dels principals problemes derivats del tractament del càncer i una de les principals fonts de preocupació pels pacients, perquè significa l'empitjorament de llur qualitat de vida.
En aquest cas, es diferencien les nàusees en la fase aguda (en les primeres 24 hores després d'administrar la quimioteràpia) i la fase retardada (més de 24 hores després). El tractament de les nàusees induïda per quimioteràpia es basa en la combinació de diferents fàrmacs, que modifiquen l'activitat de les múltiples vies implicades: Antagonistes 5-Hidroxitriptamina (ondansetró, granisetró i palonosetró, considerats d'alt índex terapèutic); corticoides (dexametasona, alt índex terapèutic); antagonistes receptor neurokinina-1 (aprepitant, alt índex terapèutic); antidopaminèrgics (metoclopramida, nabilona, butirofenones, fenotiazines, de baix índex terapèutic, es reserven per a pacients intolerants o refractaris als d'alt índex terapèutic) i adjuvants, fàrmacs que actuen reforçant o modificant l'acció d'altres i, per tant, no s'administren com a fàrmacs únics (benzodiazepines, antihistamínics).

### Embaràs
Les "nàusees del matí" són un símptoma comú de l'embaràs que presenten algunes dones, preferentment en els primers mesos de gestació. En el primer trimestre gairebé 80% de les dones tenen algun grau de nàusees. L'embaràs, per tant, ha de ser considerat un desencadenant d'aquesta simptomatologia. Encara que generalment és lleu i autolimitada, s'han reportat casos greus coneguts com a hiperemesis gravídica que pot requerir tractament mèdic.

### Desequilibri
Hi ha tota una sèrie de condicions que impliquen els òrgans de l'equilibri, com és el vertigen i la cinetosi i que solen provocar nàusees i vòmits.

### Altres malalties
Encara que la majoria dels motius que desencadenen les nàusees no són greus, algunes de les causes poden arribar a ser preocupants i que poden comportar casos de més gravetat. Aquests inclouen cetoacidosi diabètica, els problemes quirúrgics (pancreatitis, obstrucció intestinal, meningitis, apendicitis, colecistitis), crisi d'Addison i l'hepatitis, entre d'altres. Alguns tipus de grip també poden produir nàusees.

### Altres causes
Les nàusees també poden ser induïdes per:
- La major part dels medicaments poden, potencialment, causar nàusees,[6] especialment els  anestèsics generals.
- L'exposició al sol excessiva (el cop de sol)
- Trastorn de l'orella interna
- Els diversos estats i reaccions al·lèrgiques.
- La inhalació o el contacte amb la pell de certs tòxics (incloent-hi el gas verinós de la guerra química)
- La depressió o tensió emocional (abans d'un examen, una entrevista de feina, etc.), davant d'un fet violent (per la visió d'un cadàver, lesions, etc.) o un fet molt inesperat, un dol insuportable o molt injust per a l'individu (anunci d'un acomiadament brutal, etc.)
- L'olor molt desagradable (per exemple, el vòmit)
- Fortes migranyes
- Alguns trastorns psicològics socioculturals, associats amb els aliments com la bulímia i l'anorèxia.

## Diagnosi
Moltes vegades no es necessita cap mena de prova de laboratori. Són apropiades les proves diagnòstiques quan hom pot suposar una obstrucció intestinal; llavors, poden ser útils les radiografies abdominals.

## Tractament
Si es sospita deshidratació és convenient la rehidratació del pacient amb solucions electrolítiques orals. Si aquesta no és efectiva, cal intentar-ho mitjançant la rehidratació intravenosa.

### Medicació
El dimenhidrinat és un medicament de baix cost i molt efectiu per a la prevenció de nàusees i vòmits postoperatoris. En certes persones els cannabinoides poden ser eficaços en la reducció dels efectes secundaris que impliquen nàusees i vòmits associada a la quimioteràpia. Ondansetron és un fàrmac eficaç per a les nàusees i vòmits, però és força més car. Piridoxina o metoclopramida són els tractaments de primera línia per a les nàusees i els vòmits relacionats amb l'embaràs.

### Mesures no farmacològiques
Altres maneres de mirar d'evitar o minvar les nàusees estan relacionades amb el fet d'evitar estímuls emetitzants, és a dir menjar en poques quantitats, sempre sense forçar, begudes i menjars millor freds. Després del vòmit cal apartar-se d'ell ràpidament per evitar la seva visió i l'olor, a més de rentar-se la boca. Les espècies vegetals gingebre i menta s'han utilitzat durant segles com remeis tradicionals per a la nàusea en alguns indrets. Per exemple, el gingebre és força utilitzat en països asiàtics en l'embaràs que tenen associats nàusees i vòmits. Als Països Catalans el remei casolà tradicional ha estat més aviat la regalèssia. L'acupuntura és eficaç per a la prevenció de les nàusees i vòmits.

## Previsió
Si bé a curt termini les nàusees i els vòmits són generalment inofensius, de vegades pot indicar una afecció més greu. Quan s'associa amb vòmit prolongat, pot conduir a la deshidratació o a perillosos desequilibris electrolítics o totes dues coses alhora.

## Epidemiologia
Només el 25% de les persones fan visites al metge de família per raó de les nàusees. És més comú en les persones d'edat compresa entre els 15-24 anys i és menys freqüents en nens i persones grans.